# Staatskirchenvertrag
Als Staatskirchenvertrag wird in Deutschland ein Vertrag zwischen einem Staat (Nationalstaat oder Gliedstaat) und einer Glaubensgemeinschaft bezeichnet. Staatskirchenverträge mit der römisch-katholischen Kirche heißen Konkordate. Soweit es sich um nicht-christliche Religionsgemeinschaft handelt, wird mitunter auch (mehrdeutig) von einem Staatsvertrag gesprochen (etwa Staatsvertrag zwischen der Bundesrepublik Deutschland und dem Zentralrat der Juden in Deutschland).

## Bedeutung und Rechtsnatur
Das so einvernehmlich geschaffene Vertragsstaatskirchenrecht (Konkordatsrecht) stellt einen Ausgleich staatlicher und religiöser Interessen dar. Die Regelungen werden nicht einseitig gesetzt, sondern sind eine Selbstbindung der Vertragsparteien, die staatlicher Souveränität und kirchlichem Selbstbestimmungsrecht, das aus der Trennung zwischen Religion und Staat folgt, gleichermaßen gerecht wird. Nach der Wiedervereinigung Deutschlands hat das Vertragsstaatskirchenrecht durch die Vertragsschlüsse zwischen den neuen Bundesländern und den Kirchen wieder an Bedeutung gewonnen.
Konkordate unterliegen dem Völkerrecht, obwohl der Heilige Stuhl ein atypisches Völkerrechtssubjekt ist. Sie sind insoweit vergleichbar mit völkerrechtlichen Verträgen zwischen Staaten, unterliegen allerdings einer juristischen Besonderheit. Das deutsche Bundesverfassungsgericht hat entschieden, dass Konkordate von der Anwendung des Art. 32 Abs. 3 des Grundgesetzes („Soweit die Länder für die Gesetzgebung zuständig sind, können sie mit Zustimmung der Bundesregierung mit auswärtigen Staaten Verträge abschließen“) ausgenommen sind. Dies bedeutet, dass die Länder ausnahmsweise ohne die Zustimmung des Bundes handeln dürfen. Die Verfassungsrichter entschieden, dass diese Kompetenz aus Art. 30 in Verbindung mit Art. 70 GG (Kulturhoheit der Länder) folge, Art. 32 Abs. 3 GG sei als Sonderregelung nicht zu beachten. Das entspricht auch der Rechtslage unter der Weimarer Reichsverfassung. Der Verfassungskonvent auf Herrenchiemsee wollte die entsprechenden Vorschriften des Grundgesetzes nicht auf Konkordate ausweiten, da „der Vatikan kein ausländischer Staat“ sei. Im Ergebnis werden so die Konkordate gleichbehandelt mit den übrigen Staatskirchenverträgen. Da andere Religions- und Weltanschauungsgemeinschaften nämlich nicht völkerrechtsfähig sind, ist dort schon nach dem Wortlaut des Art. 32 Abs. 3 GG keine Zustimmung des Bundes erforderlich.
Andere Religionsgemeinschaften sind keine Völkerrechtssubjekte. Kirchenverträge unterliegen deshalb (allein) dem nationalen Recht. Da die evangelischen Landeskirchen in Deutschland Körperschaften des öffentlichen Rechts sind, sind Kirchenverträge dort öffentlich-rechtlicher Natur. Dadurch ist es dem Staat möglich, durch Änderung seiner Rechtsordnung entgegen den vertraglichen Verpflichtungen zu handeln. Das ändert aber nichts daran, dass er dann gemessen am Kirchenvertrag vertragsbrüchig handelte.
In der Praxis werden Kirchenverträge jedoch als Staatsverträge behandelt, so dass die Regeln des Völkerrechts analog zur Anwendung kommen.
Historisch war die Rechtsnatur von Staatskirchenverträgen umstritten. Als im Mittelalter Staat und Kirche als Einheit verstanden wurden, sah die Privilegientheorie die Konkordate als Zugeständnisse der Kirche gegenüber dem Staat. Später, als die Kirchen als dem Staat untergeordnet verstanden wurden, verstand die Legaltheorie die Verträge als abgesprochene (und damit auch einseitig abänderbare) staatliche Gesetze. Heute geht die herrschende Meinung dagegen davon aus, dass es sich um echte Verträge handelt. Durch ein parlamentarisches Zustimmungsgesetz erhalten Staatskirchenverträge Gesetzeskraft.

## Inhalt
In Staatskirchenverträgen kann die momentane Rechtslage zusätzlich garantiert werden, so etwa wenn der Staat Religionsfreiheit, Kirchliches Selbstbestimmungsrecht, Schutz des Kirchenguts vor Säkularisation oder Staatsleistungen weiterhin zusichert.
Es können aber auch dort, wo das geltende Staatskirchenrecht dafür Raum lässt, konkretisierende Vereinbarungen getroffen werden. Insbesondere bei den res mixtae, wo also Staat und Religionsgemeinschaften zusammenarbeiten müssen, sind Absprachen üblich: etwa bei der Besetzung der theologischen Fakultäten, dem Religionsunterricht, der Seelsorge in Militär, Polizei, Strafanstalten usw.
Mitunter haben sich auch Religionsgemeinschaften verpflichtet, bei der Ausbildung ihrer Geistlichen bestimmte Mindestanforderungen einzuhalten, staatliche Stellen bei Ämterbesetzungen mitwirken zu lassen oder kirchliche Gliederungen (z. B. Bistum) unverändert zu lassen.
Gewöhnlich enden die Staatskirchenverträge mit Vereinbarungen, dass die Vertragsparteien etwa auftretende Probleme einvernehmlich beilegen werden.

## Kirchenverträge in Deutschland
Vorbildfunktion hatte unter Geltung des Grundgesetzes für die Bundesrepublik Deutschland der (nach seinem Unterzeichnungsort, dem Kloster Loccum, benannte) Loccumer Vertrag zwischen dem Land Niedersachsen und den evangelischen Landeskirchen in Niedersachsen vom 19. März 1955.
Die Geltung von Staatskirchenverträgen für die neuen Bundesländer aus der Zeit vor Gründung der Deutschen Demokratischen Republik ist umstritten. Die DDR erkannte die Verträge nicht an, obgleich sie sie nicht selten erfüllte.
In Deutschland führte die Ungewissheit über die Fortgeltung des zwischen dem Heiligen Stuhl und dem Deutschen Reich am 20. Juli 1933 abgeschlossenen Reichskonkordats dazu, dass über längere Zeit weniger Konkordate abgeschlossen wurden, als das bei den (evangelischen) Kirchenverträgen der Fall war. Mit dem (die Fortgeltung bejahenden) Urteil des Bundesverfassungsgerichts vom 16. März 1957 und vor allem dem Beitritt der DDR ist aber auch im römisch-katholischen Bereich eine erneute Hinwendung zum Vertragsstaatskirchenrecht zu beobachten gewesen.

### Geltende Konkordate mit der römisch-katholischen Kirche
- Bayerisches Konkordat vom 29. März 1924
- Preußenkonkordat vom 14. Juni 1929
- Badisches Konkordat vom 12. Oktober 1932
- Reichskonkordat vom 20. Juli 1933
- Vertrag des Landes Hessen mit den katholischen Bistümern in Hessen vom 9. März 1963
- Konkordat zwischen dem Heiligen Stuhl und dem Lande Niedersachsen vom 26. Februar 1965
- Ergänzungsvertrag zwischen dem Heiligen Stuhl und dem Land Nordrhein-Westfalen vom 26. März 1984 (Besonderheit s. Artikel X zur möglichen Öffnungsklausel)
- Vertrag zwischen dem Heiligen Stuhl und dem Freistaat Sachsen vom 2. Juli 1996
- Vertrag zwischen dem Heiligen Stuhl und dem Freistaat Thüringen vom 11. Juni 1997
- Vertrag zwischen dem Heiligen Stuhl und dem Land Mecklenburg-Vorpommern vom 15. September 1997
- Vertrag zwischen dem Heiligen Stuhl und dem Land Sachsen-Anhalt vom 15. Januar 1998
- Vertrag zwischen dem Heiligen Stuhl und dem Land Brandenburg vom 12. November 2003
- Vertrag zwischen der Freien Hansestadt Bremen und dem Heiligen Stuhl vom 21. November 2003
- Vertrag zwischen dem Heiligen Stuhl und der Freien und Hansestadt Hamburg vom 29. November 2005
- Vertrag zwischen dem Heiligen Stuhl und dem Land Schleswig-Holstein vom 12. Januar 2009

### Verträge mit den evangelischen Kirchen
- Vertrag zwischen dem Bayerischen Staate und der Evangelisch-Lutherischen Kirche in Bayern rechts des Rheins vom 15. November 1924
- Vertrag des Freistaates Preußen mit den evangelischen Landeskirchen[1] vom 11. Mai 1931
- Vertrag der Bundesrepublik Deutschland mit der Evangelischen Kirche in Deutschland zur Regelung der evangelischen Militärseelsorge vom 22. Februar 1957
- Vertrag des Landes Schleswig-Holstein mit den Evangelischen Landeskirchen in Schleswig-Holstein vom 23. April 1957
- Vertrag des Landes Nordrhein-Westfalen mit den Evangelischen Kirchen von Rheinland und Westfalen vom 9. September 1957
- Vereinbarung des Landes Niedersachsen mit den Evangelischen Landeskirchen in Niedersachsen über die Privatschulen vom 10. September 1957
- Vertrag des Landes Nordrhein-Westfalen mit der Lippischen Landeskirche vom 6. März 1958, Ergänzung vom 26. September 1959
- Vertrag des Landes Hessen mit den Evangelischen Landeskirchen in Hessen vom 18. Februar 1960
- Vertrag des Landes Rheinland-Pfalz mit den Evangelischen Landeskirchen in Rheinland-Pfalz vom 3. November 1962
- Ergänzungsvertrag des Landes Niedersachsen mit den evangelischen Kirchen vom 4. März 1965
- Vertrag der Freien Hansestadt Bremen mit den Evangelischen Kirchen in Bremen vom 31. Oktober 2001
- Wittenberger Vertrag des Landes Sachsen-Anhalt mit den Evangelischen Landeskirchen in Sachsen-Anhalt vom 15. September 1993
- Güstrower Vertrag zwischen dem Land Mecklenburg-Vorpommern und der Evangelisch-Lutherischen Landeskirche Mecklenburgs und der Pommerschen Landeskirche vom 20. Januar 1994
- Vertrag des Freistaates Thüringen mit den Evangelischen Kirchen in Thüringen vom 15. März 1994
- Vertrag des Freistaates Sachsen mit den evangelischen Landeskirchen im Freistaat Sachsen vom 24. März 1994
- Vertrag zwischen dem Land Brandenburg und den evangelischen Landeskirchen in Brandenburg vom 8. November 1996
- Vertrag zwischen der Freien und Hansestadt Hamburg und der Nordelbischen Evangelisch-Lutherischen Kirche 29. November 2005
- Vertrag des Landes Berlin mit der Evangelischen Kirche Berlin-Brandenburg-schlesische Oberlausitz vom 20. Februar 2006
- Evangelischer Kirchenvertrag Baden-Württemberg vom 17. Oktober 2007 (mit den evangelischen Landeskirchen in Baden und Württemberg; ersetzt den Vertrag des Freistaates Baden mit der Vereinigten Evangelisch-protestantischen Landeskirche Badens vom 14. November 1932 und – für das Gebiet der ehemaligen Hohenzollernschen Lande – den Vertrag des Freistaates Preußen mit den Evangelischen Landeskirchen vom 11. Mai 1931)

### Spezifischere Themen betreffende Verträge mit christlichen Institutionen
- Vereinbarung über die evangelische Seelsorge im Bundesgrenzschutz vom 20. bis 23. Juli/12. August 1965
- Vertrag des Saarlandes von 1968 über den Theologischen Lehrstuhl der Universität Saarbrücken
- Vertrag des Landes Niedersachsen mit der Freireligiösen Landesgemeinschaft Niedersachsen vom 8. Juni 1970
- Abschließendes Protokoll des Landes Berlin über Besprechungen mit der Evangelischen Kirche vom 2. Juli 1970
- Vereinbarung über den kirchlichen Dienst an Polizeibeamten (Polizeiseelsorge) im Saarland vom 25. Oktober 1978 (auch mit römisch-katholischen Diözesen)
- Düsseldorfer Vertrag des Landes Nordrhein-Westfalen zum Hochschulwesen vom 29. März 1984
- Vereinbarung des Freistaates Sachsen mit den Ev. Kirchen im Freistaat Sachsen zur Regelung der seelsorgerlichen Tätigkeit in den Justizvollzugsanstalten vom 25. Januar 1993
- Vereinbarung zwischen dem Land Sachsen-Anhalt und den Ev. Kirchen im Land Sachsen-Anhalt zur Regelung der seelsorgerlichen Tätigkeit in den Justizvollzugsanstalten vom 24. März 1994
- Vereinbarung zwischen dem Land Sachsen-Anhalt und den Ev. Kirchen im Land Sachsen-Anhalt über den kirchlichen Dienst an Polizeibeamten
- Vertrag über die Gestellung im kirchlichen Dienst für den Religionsunterricht an öffentlichen Schulen im Freistaat Sachsen vom 7. September 1994 (abgeschlossen auch mit den katholischen Bistümern)
- Rahmenvereinbarung der Bundesrepublik Deutschland mit der Evangelischen Kirche in Deutschland über die evangelische Seelsorge in der Bundeswehr im Bereich der neuen Bundesländer vom 12. Juni 1996

### Verträge mit jüdischen Gemeinden
- Vertrag zwischen dem Freistaat Bayern und dem Landesverband der Israelitischen Kultusgemeinden in Bayern sowie der Israelitischen Kultusgemeinde München und Oberbayern vom 14. August 1997
- Vereinbarung zwischen dem Senat von Berlin und der Jüdischen Gemeinde zu Berlin vom 8. Januar 1971
- Vertrag zwischen dem Land Hessen und dem Landesverband der Jüdischen Gemeinden in Hessen vom 11. November 1986
- Vertrag zwischen dem Freistaat Thüringen und der Jüdischen Landesgemeinde vom 1. November 1993
- Vertrag des Landes Sachsen-Anhalt mit der Jüdischen Gemeinschaft in Sachsen-Anhalt vom 23. März 1994
- Vertrag des Freistaates Sachsen mit dem Landesverband der Jüdischen Gemeinden vom 7. Juni 1994
- Vertrag des Landes Mecklenburg-Vorpommern mit dem Landesverband der Jüdischen Gemeinden vom 14. Juni 1996
- Vertrag zwischen der Jüdischen Gemeinde in Hamburg und dem Land Schleswig-Holstein über die Förderung jüdischen Lebens in Schleswig-Holstein vom 12. März 1998
- Vertrag zwischen dem Land Rheinland-Pfalz und dem Landesverband der Jüdischen Gemeinden von Rheinland-Pfalz vom 8. März 2000
- Staatsvertrag zwischen der Bundesrepublik Deutschland und dem Zentralrat der Juden in Deutschland vom 27. Januar 2003

### Verträge mit islamischen Verbänden
- Vertrag zwischen der Freien und Hansestadt Hamburg, dem DITIB-Landesverband Hamburg, SCHURA – Rat der Islamischen Gemeinschaften in Hamburg und dem Verband der Islamischen Kulturzentren von 2012[2]
- Vertrag zwischen dem Land Bremen, dem DITIB-Landesverband Bremen, SCHURA – Rat der Islamischen Gemeinschaften in Bremen und dem Verband der Islamischen Kulturzentren von 2013[3][4]

## Kritik
Die Staatskirchenverträge stehen in Deutschland auch in der Kritik von säkularer Seite: So fordert etwa die Humanistische Union die Kündigung der Kirchenverträge, da diese Verträge die Privilegien von Kirchen sichern würden. Diese Verträge seien auch schädlich, weil ihr Inhalt dem parlamentarischen Entscheidungsprozess weitgehend entzogen wird.